# Michael Venus
Michael Venus (* 16. října 1987 Auckland) je novozélandsko-americký profesionální tenista specializující se na čtyřhru a vítěz mužské čtyřhry na French Open 2017, spolu s Ryanem Harrisonem. Do sezóny 2010 reprezentoval Spojené státy, kde hrál univerzitní tenis, a následně začal nastupovat za rodný Nový Zéland. Ve své dosavadní kariéře na okruhu ATP Tour vyhrál dvacet pět deblových turnajů, z toho prvních pět po boku Mateho Paviće. Na challengerech ATP a okruhu ITF získal tři tituly ve dvouhře a dvanáct ve čtyřhře.
Na žebříčku ATP byl ve dvouhře nejvýše klasifikován v červenci 2011 na 274. místě a ve čtyřhře pak v srpnu 2022 na 6. místě.
V novozélandském daviscupovém týmu debutoval v roce 2010 semifinálem 2. skupiny zóny Asie a Oceánie proti Pákistánu, v němž prohrál dvouhru s Ajsámem Kúreším i čtyřhru po boku Marcuse Daniella. Přesto Novozélanďané vyhráli 3:2 na zápasy. Do roku 2025 v soutěži nastoupil k dvaceti třem mezistátním utkáním s bilancí 10–11 ve dvouhře a 8–6 ve čtyřhře.

## Soukromý život
Narodil se roku 1987 v novozélandském největším městě Aucklandu do rodiny Davida a Lynney Venusových. Má tři sestry. Absolvoval Louisianskou státní univerzitu.
Tenis začal hrát ve čtyřech letech. Za preferovaný povrch uvede tvrdý a jako svůj silný úder forhend.

## Tenisová kariéra

### Hráč univerzitního tenisu
S rodinou se přestěhoval do Spojených států, kde začal hrát dorosteneckou ligu a v roce 2006 vyhrál národní antukové mistrovství v kategorii 18letých. Následně se rozhodoval mezi univerzitním studiem a profesionálním tenisem. Zvolil vysokou školu, na níž se zapojil do univerzitního tenisu v rámci College Conference.
Po prvním roce studia přestoupil z Texaské univerzity na Louisianskou státní univerzitu a podle pravidel musel sezónu 2006–2007 vynechat. Během louisianského období se v lednu 2008 stal prvním hráčem týmu tamější univerzity, který vyhrál celoamerický šampionát ITA (Intercollegiate Tennis Association, univerzitní asociace) v oklahomské Tulse. Sezónu 2008–2009 zakončil na žebříčku ITA sedmým místem ve dvouhře a čtvrtým ve čtyřhře. Americký studentský tým reprezentoval v prosinci 2009 na mezinárodním turnaji BNP Paribas International University Challenge of Tennis ve francouzském Poitiers.

### Profesionální kariéra
Premiérový titul na okruhu ATP Tour vybojoval na květnovém Open de Nice Côte d’Azur 2015 v Nice, když ve finále čtyřhry s Chorvatem Matem Pavićem porazili favorizovaný pár Jean-Julien Rojer a Horia Tecău, jehož členové za více než měsíc zvítězili ve Wimbledonu. Na londýnském grandslamu vypadl se stabilním chorvatským spoluhráčem ve třetím kole poté, co nestačili na světové jedničky bratry Bryanovi.
Jako poražený finalista odešel z červencového Claro Open Colombia 2015 v Bogotě. Opět s Pavićem nenašli recept na francouzsko-českou dvojici Édouard Roger-Vasselin a Radek Štěpánek ve dvou setech.

## Finále na Grand Slamu

### Mužská čtyřhra: 2 (1–1)
| Stav      | rok  | turnaj      | povrch | spoluhráč     | soupeři ve finále              | výsledek                     |
| --------- | ---- | ----------- | ------ | ------------- | ------------------------------ | ---------------------------- |
| Vítěz     | 2017 | French Open | antuka | Ryan Harrison | Santiago González Donald Young | 7–6(7–5), 6–7(4–7), 6–3      |
| Finalista | 2018 | Wimbledon   | tráva  | Raven Klaasen | Mike Bryan Jack Sock           | 3–6, 7–6(9–7), 3–6, 7–5, 5–7 |

### Smíšená čtyřhra: 3 (0–3)
| Stav      | rok  | turnaj      | povrch | spoluhráčka         | soupeři ve finále                     | výsledek         |
| --------- | ---- | ----------- | ------ | ------------------- | ------------------------------------- | ---------------- |
| Finalista | 2017 | US Open     | tvrdý  | Čan Chao-čching     | Martina Hingisová Jamie Murray        | 1–6, 6–4, [8–10] |
| Finalista | 2019 | US Open     | tvrdý  | Čan Chao-čching     | Bethanie Mattek-Sandsová Jamie Murray | 2–6, 3–6         |
| Finalista | 2023 | French Open | antuka | Bianca Andreescuová | Miju Katová Tim Pütz                  | 6–4, 4–6, [6–10] |

## Zápasy o olympijské medaile

### Mužská čtyřhra: 1 (1 bronzová medaile)
| Stav  | datum             | turnaj          | povrch | spoluhráč      | soupeři v zápase o medaili      | výsledek      |
| ----- | ----------------- | --------------- | ------ | -------------- | ------------------------------- | ------------- |
| Bronz | 30. července 2021 | Tokio, Japonsko | tvrdý  | Marcus Daniell | Austin Krajicek Tennys Sandgren | 7–6(7–3), 6–2 |

## Finále na okruhu ATP Tour

### Čtyřhra: 48 (25–23)
| Legenda                     |
| --------------------------- |
| Grand Slam (1–1)            |
| Turnaj mistrů (0–1)         |
| ATP Tour Masters 1000 (1–4) |
| ATP Tour 500 (7–6)          |
| ATP Tour 250 (16–11)        |

| Stav      | č.  | datum              | turnaj                               | kategorie     | povrch    | spoluhráč        | soupeři ve finále                     | výsledek                     |
| --------- | --- | ------------------ | ------------------------------------ | ------------- | --------- | ---------------- | ------------------------------------- | ---------------------------- |
| Vítěz     | 1.  | 23. května 2015    | Nice, Francie                        | ATP 250       | antuka    | Mate Pavić       | Jean-Julien Rojer Horia Tecău         | 7–6(7–4), 2–6, [10–7]        |
| Finalista | 1.  | 26. července 2015  | Bogota, Kolumbie                     | ATP 250       | tvrdý     | Mate Pavić       | Édouard Roger-Vasselin Radek Štěpánek | 5–7, 3–6                     |
| Finalista | 2.  | 25. října 2015     | Stockholm, Švédsko                   | ATP 250       | tvrdý (h) | Mate Pavić       | Nicholas Monroe Jack Sock             | 5-7, 2-6                     |
| Vítěz     | 2.  | 16. ledna 2016     | Auckland, Nový Zéland                | ATP 250       | tvrdý     | Mate Pavić       | Eric Butorac Scott Lipsky             | 7-5, 6-4                     |
| Vítěz     | 3.  | 7. února 2016      | Montpellier, Francie                 | ATP 250       | tvrdý (h) | Mate Pavić       | Alexander Zverev Mischa Zverev        | 7–5, 7–6(7–4)                |
| Vítěz     | 4.  | 21. února 2016     | Marseille, Francie                   | ATP 250       | tvrdý (h) | Mate Pavić       | Jonatan Erlich Colin Fleming          | 6–2, 6–3                     |
| Finalista | 3.  | 21. května 2016    | Nice, Francie                        | ATP 250       | antuka    | Mate Pavić       | Juan Sebastián Cabal Robert Farah     | 6–4, 4–6, [8–10]             |
| Vítěz     | 5.  | 12. června 2016    | Rosmalen, Nizozemsko                 | ATP 250       | tráva     | Mate Pavić       | Dominic Inglot Raven Klaasen          | 3–6, 6–3, [11–9]             |
| Finalista | 4.  | 24. července 2016  | Gstaad, Švýcarsko                    | ATP 250       | antuka    | Mate Pavić       | Julio Peralta Horacio Zeballos        | 6–7(2–7), 2–6                |
| Finalista | 5.  | 25. září 2016      | Mety, Francie                        | ATP 250       | tvrdý     | Mate Pavić       | Julio Peralta Horacio Zeballos        | 3–6, 6–7(4–7)                |
| Finalista | 6.  | 23. října 2016     | Stockholm, Švédsko                   | ATP 250       | tvrdý (h) | Mate Pavić       | Elias Ymer Mikael Ymer                | 1–6, 1–6                     |
| Finalista | 7.  | 30. října 2016     | Basilej, Švýcarsko                   | ATP 500       | tvrdý (h) | Robert Lindstedt | Marcel Granollers Jack Sock           | 3–6, 4–6                     |
| Vítěz     | 6.  | 1. května 2017     | Estoril, Portugalsko                 | ATP 250       | antuka    | Ryan Harrison    | David Marrero Tommy Robredo           | 7–5, 6–2                     |
| Vítěz     | 7.  | 30. května 2017    | French Open, Paříž, Francie          | Grand Slam    | antuka    | Ryan Harrison    | Santiago González Donald Young        | 7–6(7–5), 6–7(4–7), 6–3      |
| Vítěz     | 8.  | 25. února 2018     | Marseille, Francie (2)               | ATP 250       | tvrdý (h) | Raven Klaasen    | Marcus Daniell Dominic Inglot         | 6–7(2–7), 6–3, [10–4]        |
| Finalista | 8.  | 16. června 2018    | Rosmalen, Nizozemsko                 | ATP 250       | tráva     | Raven Klaasen    | Dominic Inglot Franko Škugor          | 6–7(3–7), 5–7                |
| Finalista | 9.  | 14. července 2018  | Wimbledon, Londýn, Velká Británie    | Grand Slam    | tráva     | Raven Klaasen    | Mike Bryan Jack Sock                  | 3–6, 7–6(9–7), 3–6, 7–5, 5–7 |
| Finalista | 10. | 12. srpna 2018     | Toronto, Kanada                      | Masters 1000  | tvrdý     | Raven Klaasen    | Henri Kontinen John Peers             | 2–6, 7–6(9–7), [6–10]        |
| Finalista | 11. | 7. října 2018      | Tokio, Japonsko                      | ATP 500       | tvrdý (h) | Raven Klaasen    | Ben McLachlan Jan-Lennard Struff      | 4–6, 5–7                     |
| Finalista | 12. | 12. ledna 2019     | Auckland, Nový Zéland                | ATP 250       | tvrdý     | Raven Klaasen    | Ben McLachlan Jan-Lennard Struff      | 3–6, 4–6                     |
| Finalista | 13. | 19. května 2018    | Řím, Itálie                          | Masters 1000  | antuka    | Raven Klaasen    | Juan Sebastián Cabal Robert Farah     | 1–6, 3–6                     |
| Vítěz     | 9.  | 23. června 2019    | Halle, Německo                       | ATP 500       | tráva     | Raven Klaasen    | Łukasz Kubot Marcelo Melo             | 4–6, 6–3, [10–4]             |
| Vítěz     | 10. | 4. srpna 2019      | Washington, D.C., Spojené státy      | ATP 500       | tvrdý     | Raven Klaasen    | Jean-Julien Rojer Horia Tecău         | 3–6, 6–3, [10–2]             |
| Finalista | 14. | 17. listopadu 2019 | Londýn, Velká Británie               | Turnaj mistrů | tvrdý (h) | Raven Klaasen    | Pierre-Hugues Herbert Nicolas Mahut   | 3–6, 4–6                     |
| Vítěz     | 11. | 29. února 2020     | Dubaj, Spojené arabské emiráty       | ATP 500       | tvrdý     | John Peers       | Raven Klaasen Oliver Marach           | 6–3, 6–2                     |
| Vítěz     | 12. | 27. září 2020      | Hamburk, Německo                     | ATP 500       | antuka    | John Peers       | Ivan Dodig Mate Pavić                 | 6–3, 6–4                     |
| Vítěz     | 13. | 25. října 2020     | Antverpy, Belgie                     | ATP 250       | tvrdý (h) | John Peers       | Rohan Bopanna Matwé Middelkoop        | 6–3, 6–4                     |
| Vítěz     | 14. | 22. května 2021    | Ženeva, Švýcarsko                    | ATP 250       | antuka    | John Peers       | Simone Bolelli Máximo González        | 6–2, 7–5                     |
| Vítěz     | 15. | 18. července 2021  | Hamburk, Německo (2)                 | ATP 500       | antuka    | Tim Pütz         | Kevin Krawietz Horia Tecău            | 6–3, 6–7(3–7), [10–8]        |
| Finalista | 15. | 8. srpna 2021      | Washington, D.C., Spojené státy      | ATP 500       | tvrdý     | Neal Skupski     | Raven Klaasen Ben McLachlan           | 6–7(4–7), 4–6                |
| Vítěz     | 16. | 7. listopadu 2021  | Paříž, Francie                       | Masters 1000  | tvrdý (h) | Tim Pütz         | Pierre-Hugues Herbert Nicolas Mahut   | 6–3, 6–7(4–7), [11–9]        |
| Vítěz     | 17. | 26. února 2022     | Dubaj, Spojené arabské emiráty (2)   | ATP 500       | tvrdý     | Tim Pütz         | Nikola Mektić Mate Pavić              | 6–3, 6–7(5–7), [16–14]       |
| Finalista | 16. | 12. června 2022    | Stuttgart, Německo                   | ATP 250       | tráva     | Tim Pütz         | Hubert Hurkacz Mate Pavić             | 6–7(3–7), 6–7(5–7)           |
| Finalista | 17. | 19. června 2022    | Halle, Německo                       | ATP 500       | tráva     | Tim Pütz         | Marcel Granollers Horacio Zeballos    | 4–6, 7–6(7–5), [12–14]       |
| Finalista | 18. | 31. července 2022  | Kitzbühel, Rakousko                  | ATP 250       | antuka    | Tim Pütz         | Pedro Martínez Lorenzo Sonego         | 7–5, 4–6, [8–10]             |
| Finalista | 19. | 21. srpna 2022     | Cincinnati, Spojené státy            | Masters 1000  | tvrdý     | Tim Pütz         | Rajeev Ram Joe Salisbury              | 6–7(4–7), 6–7(5–7)           |
| Finalista | 20. | leden 2023         | Adelaide, Austrálie                  | ATP 250       | tvrdý     | Jamie Murray     | Lloyd Glasspool Harri Heliövaara      | 3–6, 6–7(3–7)                |
| Vítěz     | 18. | únor 2023          | Dallas, Spojené státy                | ATP 250       | tvrdý (h) | Jamie Murray     | Nathaniel Lammons Jackson Withrow     | 1–6, 7–6(7–4), [10–7]        |
| Vítěz     | 19. | duben 2023         | Banja Luka, Bosna a Hercegovina      | ATP 250       | antuka    | Jamie Murray     | Francisco Cabral Oleksandr Nedověsov  | 7–5, 6–2                     |
| Vítěz     | 20. | květen 2023        | Ženeva, Švýcarsko                    | ATP 250       | antuka    | Jamie Murray     | Marcel Granollers Horacio Zeballos    | 7–6(8–6), 7–6(7–3)           |
| Finalista | 21. | srpen 2023         | Cincinnati, Spojené státy            | Masters 1000  | tvrdý     | Jamie Murray     | Máximo González Andrés Molteni        | 6–3, 1–6, [9–11]             |
| Vítěz     | 21. | září 2023          | Ču-chaj, Čína                        | ATP 250       | tvrdý (h) | Jamie Murray     | Nathaniel Lammons Jackson Withrow     | 6–4, 6–4                     |
| Finalista | 22. | říjen 2023         | Tokio, Japonsko                      | ATP 500       | tvrdý     | Jamie Murray     | Rinky Hijikata Max Purcell            | 4–6, 1–6                     |
| Vítěz     | 22. | únor 2024          | Dauhá, Katar                         | ATP 250       | tvrdý     | Jamie Murray     | Lorenzo Musetti Lorenzo Sonego        | 7–6(7–0), 2–6, [10–8]        |
| Vítěz     | 23. | červen 2024        | Queen's Club, Londýn, Velká Británie | ATP 500       | tráva     | Neal Skupski     | Taylor Fritz Karen Chačanov           | 4–6, 7–6(7–5), [10–8]        |
| Vítěz     | 24. | červen 2024        | Eastbourne, Velká Británie           | ATP 250       | tráva     | Neal Skupski     | Matthew Ebden John Peers              | 4–6, 7–6(7–2), [11–9]        |
| Finalista | 23. | říjen 2024         | Vídeň, Rakousko                      | ATP 500       | tvrdý (h) | Neal Skupski     | Alexander Erler Lucas Miedler         | 6–4, 3–6, [1–10]             |
| Vítěz     | 25. | leden 2025         | Auckland, Nový Zéland (2)            | ATP 250       | tvrdý     | Nikola Mektić    | Christian Harrison Rajeev Ram         | bez boje                     |

## Tituly na challengerech ATP a okruhu Futures
| Legenda            |
| ------------------ |
| Challengery (8 Č)  |
| Futures (3 D; 4 Č) |

### Dvouhra (3 tituly)
| č. | datum             | turnaj                    | povrch | poražený finalista | výsledek           |
| -- | ----------------- | ------------------------- | ------ | ------------------ | ------------------ |
| 1. | 19. července 2009 | Peoria, Spojené státy     | antuka | Vasek Pospisil     | 6–7(4–7), 6–4, 6–4 |
| 2. | 13. června 2010   | Loomis, Spojené státy     | tvrdý  | Dimitar Kutrovskij | 7–6(7–4), 1–6, 6–3 |
| 3. | 14. října 2012    | Margaret River, Austrálie | tvrdý  | Adam Feeney        | 6–3, 3–6, 6–3      |

### Čtyřhra (12 titulů)
| č.  | datum             | turnaj                         | povrch          | spoluhráč       | poražení finalisté                    | výsledek                    |
| --- | ----------------- | ------------------------------ | --------------- | --------------- | ------------------------------------- | --------------------------- |
| 1.  | 28. října 2012    | Traralgon, Austrálie           | antuka          | Jose Statham    | Matthew Barton Michael Look           | 3–6, 6–3, [11–9]            |
| 2.  | 2. prosince 2012  | Jakarta, Indonésie             | tvrdý           | Tim Pütz        | Brydan Klein Dane Propoggia           | 7–5, 6–3                    |
| 3.  | 24. března 2013   | Costa Mesa, Spojené státy      | tvrdý           | Michael McClune | Cho Min Hyeok Nam Ji Sung             | 6–1, 6–3                    |
| 4.  | 2. června 2013    | Bacău, Rumunsko                | antuka          | Bradley Klahn   | Piotr Gadomski Tristan Lamasine       | 7–6(7–4), 6–7(4–7), [14–12] |
| 5.  | 7. července 2013  | Winnetka, Spojené státy        | tvrdý           | Juki Bhambri    | Somdev Devvarman Jack Sock            | 2–6, 6–2, [10–8]            |
| 6.  | 21. července 2013 | Binghampton, Spojené státy     | tvrdý           | Bradley Klahn   | Adam Feeney John-Patrick Smith        | 6–3, 6–4                    |
| 7.  | 17. února 2013    | Jokohama, Japonsko             | tvrdý           | Bradley Klahn   | Sanchai Ratiwatana Sonchat Ratiwatana | 7–5, 6–1                    |
| 8.  | 8. února 2014     | Čennaj, Indie                  | tvrdý           | Juki Bhambri    | N. Sriram Balaji Blaž Rola            | 7–6(7–5), 6–4               |
| 9.  | 27. dubna 2014    | Savannah, Spojené státy        | antuka (zelená) | Ilija Bozoljac  | Facundo Bagnis Alex Bogomolov         | 7–5, 6–2                    |
| 10. | 15. června 2014   | Nottingham, Spojené království | tráva           | Rameez Junaid   | Ruben Bemelmans Go Soeda              | 4–6, 7–6(7–1), [10–6]       |
| 11. | 4. dubna 2015     | Ra'anana, Izrael               | tvrdý           | Mate Pavić      | Rameez Junaid Adil Shamasdin          | 6–1, 6–4                    |
| 12. | 19. dubna 2015    | Mersin, Turecko                | antuka          | Mate Pavić      | Riccardo Ghedin Ramkumar Ramanathan   | 5–7, 6–3, [10–4]            |